# قلعة كهنة (ديواندرة)
قلعة كهنة (بالفارسية: قلعه کهنه) هي قرية تقع في قسم اوباتو (مقاطعة ديواندرة) في إيران. يقدر عدد سكانها بـ 545 نسمة .